# Schwarzach (Altmühl)
 For alternative betydninger, se Schwarzach. (Se også artikler, som begynder med Schwarzach)
Schwarzach er en biflod fra venstre til Altmühl i den tyske delstat Bayern. 
Af og til kaldes Schwarzach også Hintere Schwarzach for at skelne den fra bifloden til Rednitz af samme navn. De to Schwarzach'er løber i kun 5 kilometers afstand fra hinanden. 
Schwarzach har sit udspring ved Dillberg og munder ved Kinding ud i Altmühl. Den er cirka 45 km lang. Langs Schwarzach ligger byerne/kommunerne Seligenporten (i Pyrbaum), Freystadt, Greding og Kinding.
Schwarzach løber gennem Naturpark Altmühltal. De vigtigste tilløb er Thalach (kommer af Thalmässing) og Anlauter. Anlauters udmunding i Schwarzach ligger kun én kilometer fra Schwarzachs udløb i Altmühl.
48°59′57″N 11°23′15″Ø / 48.9992°N 11.3874°Ø